# Words
"Words" é um single dos Bee Gees escrito por Barry, Robin e Maurice Gibb e lançado em 1968. Na época, não entrou em nenhum álbum, mas fez parte das gravações de Horizontal. Seu primeiro lançamento em álbum foi na coletânea Best of Bee Gees, de 1969.

## Desempenho nas paradas
| Paradas (1968)                      | Melhor posição |
| ----------------------------------- | -------------- |
| German Media Control Charts         | 1              |
| Netherlands Dutch Top 40 Charts     | 1              |
| China Singles Chart                 | 1              |
| Belgian Wallonia Ultratop 40 Charts | 4              |
| Austrian Singles Chart              | 4              |
| Canadian RPM Singles Chart          | 4              |
| Norway VG-lista Charts              | 7              |
| Denmark Singles Chart               | 6              |
| UK Singles Chart                    | 8              |
| French SNEP Singles Chart           | 9              |
| Italian FIMI Singles Chart          | 11             |
| Australia ARIA Singles Chart        | 13             |
| US Billboard Hot 100                | 15             |
| Japanese Oricon Singles Chart       | 19             |
| Swiss Music Charts                  | 1              |

## Versão
Em 1993, a dupla sertaneja brasileira Chitãozinho e Xororó gravaram esta canção para o álbum Tudo por Amor. Os Bee Gees também decidiram participar e mandaram sua voz para juntar à versão brasileira. Eles também aparecem no videoclipe da música.

### Desempenho nas paradas
| País   | Parada (1993)  | Melhor posição |
| ------ | -------------- | -------------- |
| Brasil | Brasil Hot 100 | 1              |